# Problema de Waring
Na teoria dos números, o problema de Waring, proposto em 1770 por Edward Waring, pergunta se, para cada número natural k, existe associado a ele um número inteiro positivo s, de tal forma que qualquer número natural n possa ser representado pela soma de, no máximo, s potências de ordem k.
A resposta afirmativa, conhecida como Teorema de Hilbert-Waring, foi fornecida por Hilbert em 1909.

## Exemplos
Por exemplo, se k é igual a 3, estamos tratando de cubos, e o problema de Waring seria encontrar um número s, associado a k, de tal forma que qualquer número n pudesse ser representado pela soma de no máximo s cubos perfeitos (1, 8, 27, 64...)
Da mesma forma, sendo k igual a 4, tratamos de potências de quatro, e o problema seria encontrar um s tal que qualquer n pudesse ser representado como uma soma de no máximo s potências de quatro (1, 16, 81, 256...)

## O número g(k)
Para cada k, chamamos g(k) o número mínimo s de potências de ordem k necessárias para representar todos os números naturais. Note que g(1) = 1, já que qualquer número natural é, ele próprio, uma potência de ordem 1.
Alguns cálculos simples nos mostram que, por exemplo, 7 é a soma de 4 quadrados (4 + 1 + 1 + 1), 23 requer 9 cubos (8 + 8 + 1 + 1 + 1 + 1 + 1 + 1 + 1) e 79 requer 19 potências de 4 (4×16 + 15×1). Estes exemplos demonstram que g(2) ≥ 4, g(3) ≥ 9 e g(4) ≥ 19. Waring conjecturou se estes valores seriam de fato os melhores possíveis.
O teorema das potências de quatro de Lagrange, de 1770, afirma que que qualquer número natural é a soma de no máximo 4 quadrados; uma vez que 3 quadrados não seriam suficientes, o teorema estabelece que g(2) = 4. O mesmo teorema havia sido conjecturado por Bachet em 1621; Fermat afirmou tê-lo provado, mas não publicou a prova.
Ao longo dos anos, vários limites foram estabelecidos, usando técnicas matemáticas cada vez mais sofisticadas e complexas. Por exemplo, Liouville demonstrou que g(4) era no máximo 53. Hardy e Littlewood mostraram que todo número suficientemente grande é a soma de no máximo 19 potências de quatro.
Que g(3) = 9 foi estabelecido entre 1909 e 1912 por Wieferich[3] e Kempner. Que g(4) = 19, em 1986, por Balasubramanian, Dress e Deshouillers. Que g(5) = 37, em 1964, por Chen Jingrun. E que g(6) = 73, em 1940, por Pillai.